# AD-mix

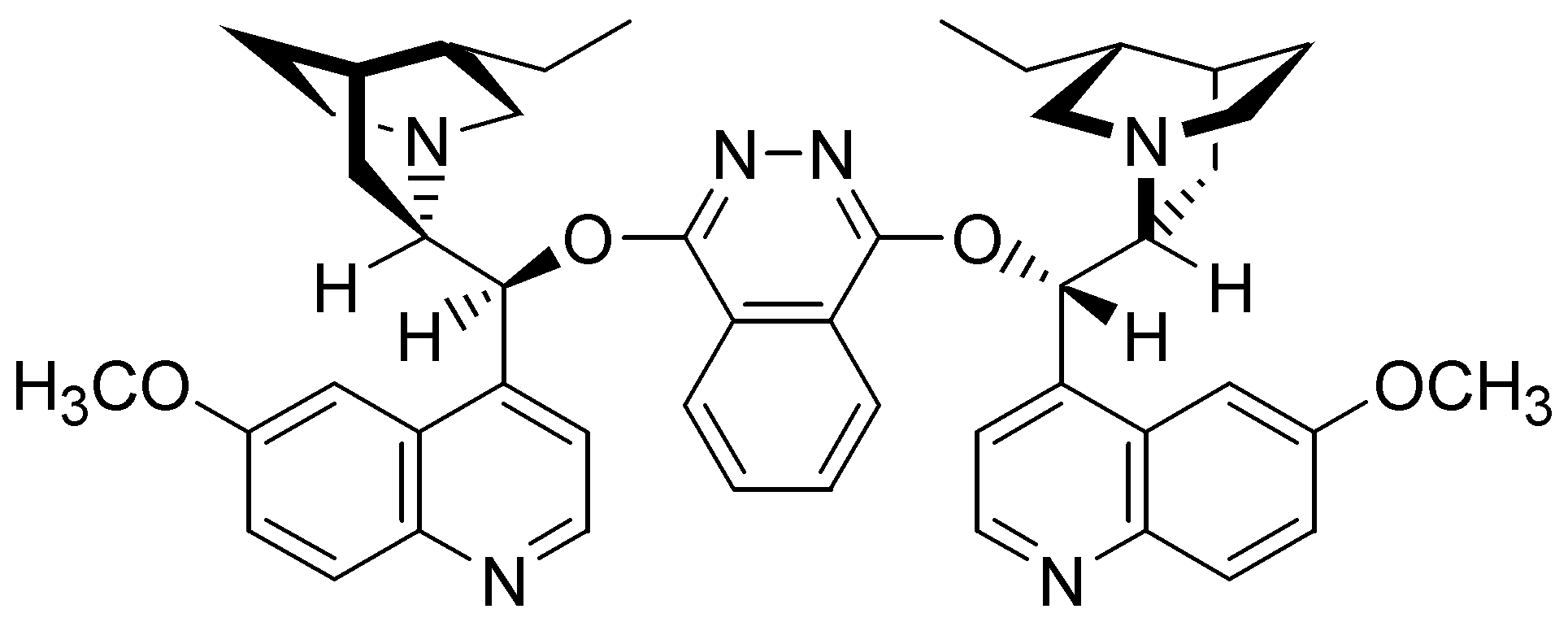
(DHQD)2PHAL.

AD-mix en química orgánica es una mezcla comercial de reactivos que permite la syn-dihidroxilación asimétrica de alquenos por medio de una reacción  SAE. Existen dos clases de AD-mix: "AD-mix α" y "AD-mix β". La mezcla α ataca por la parte de abajo a un alqueno en el que los grupos más grandes están en trans, la mezcla β reacciona por la parte superior del alqueno.
(IMAGEN)
Las mezclas contienen:
- Osmato potásico K2OsO2(OH)4 como fuente de Tetraóxido de osmio
- Ferrocianuro potásico K3Fe(CN)6, el cual es el reoxidante en el ciclo catalítico
- Carbonato potásico
- Ligandos quirales que seleccionan la quiralidad del producto, fomentando con su geometría el ataque por un solo lado de la molécula:

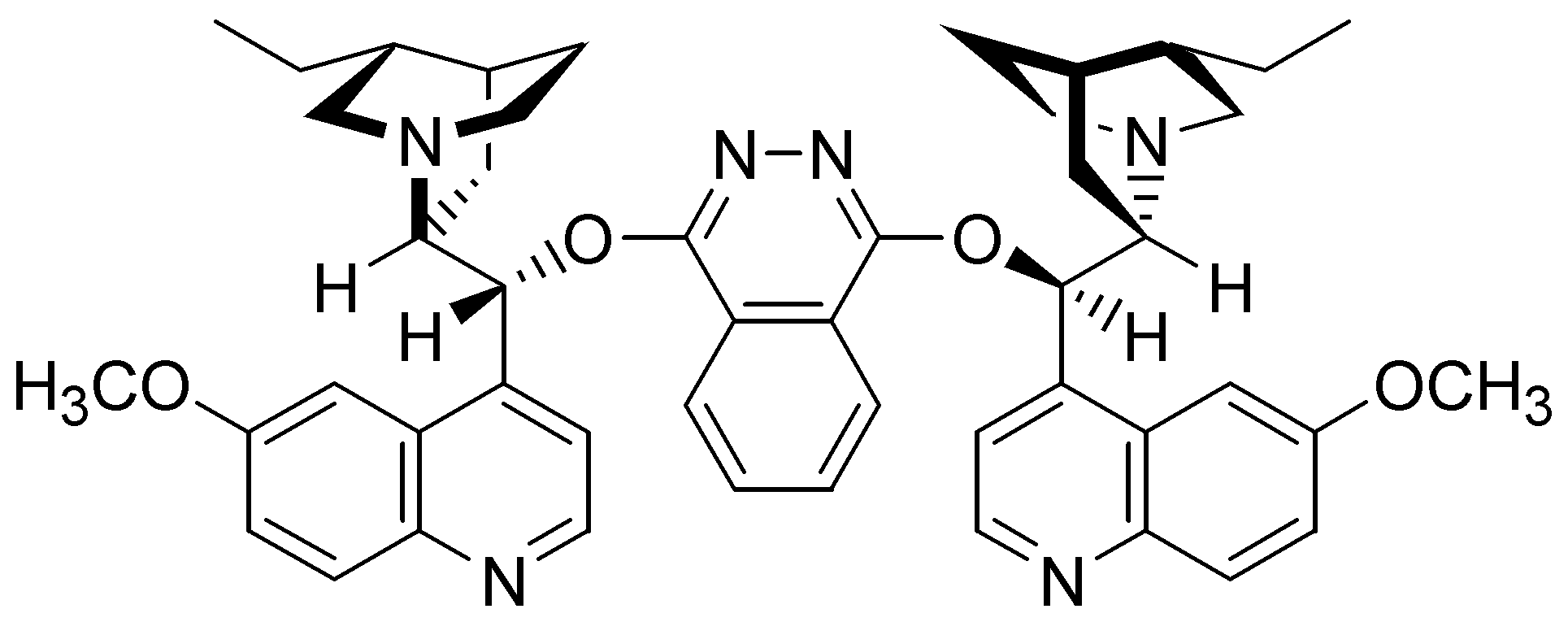
Hecho a mano con ChemDraw.

En el AD-mix α, el ligando quiral es el (DHQ)2PHAL (arriba), que es el aducto de ftalazina con dihidroquinina.
En el AD-mix β, el ligando quiral es el (DHQD)2PHAL, que es el aducto de ftalazina con dihidroquinidina.